# 連続クイズ ホールドオン!
『連続クイズ ホールドオン!』（『連続クイズ Hold on!』、れんぞくクイズ ホールドオン!）は、NHK総合テレビジョンで2011年8月16日から20日まで『番組たまご』枠の一環として放送された視聴者参加型の連続クイズ番組。2012年4月5日から2014年3月27日までレギュラー番組として放送された。

## 概要
ベースとなったのはフランス2で2006年から毎日ランチタイムに放送されているクイズ番組『Tout le monde veut prendre sa place』（フランス語で「誰もが彼（チャンピオン）の場所を取りたい」という意味。略称：TLMVPSP）。そのフォーマット（日本国内における実施・アレンジ権等）をNHKが購入して作られた番組である。ただしNHKでは、他国版のタイトルである『Hold on to Your Seat!』の方を用いて『連続クイズ ホールドオン！』というタイトルとなった（そのため、タイトルロゴも本家TLMVPSPと同じ）他、公共放送としての性格上賞金は一切支払われない。そのためNHKでは、本家TLMVPSPで150日以上連続チャンピオンズシートを防衛し、視聴者からの注目を浴びた出場者がいたエピソードから“視聴者参加型・スター誕生番組”と銘打った。司会の一人である武内陶子も初回収録後のスタジオ取材会で「クイズ版NHKのど自慢みたいなもの」と発言しており、番組ホームページにも同様のコメントがある。
スタジオ中央に赤い「チャンピオンズシート」が置かれており、このチャンピオンズシートに座り続ける栄誉をかけ、挑戦者とチャンピオンがクイズで対戦する。タイトルの「Hold on!」とは「（チャンピオンの座に）しがみつけ!」という意味であり、「連続クイズ」の「連続」は、チャンピオンが連続して出場することができるという意味である。
2012年4月からの本放送への予選エントリーが公式サイト開設と同時に開始されたが、エントリーにはNHKネットクラブのプレミアム会員で、かつレギュラー回の場合は18歳以上である必要がある。

## 放送日

### パイロット版
まず本番に先立ち、プロローグが放送された。これは、本家の映像を基にしてこの番組のシステムを解説するものであった。
放送日
2011年8月15日
放送時間
- 本放送　12:26 - 12:41
- 再放送　23:05 - 23:20

日本版の司会であるキャイ〜ンの天野ひろゆきが、神田愛花（当時NHKアナウンサー）と共に、番組のシステムを紹介。また放送に備えて東京・大阪・名古屋で実施された予選の様子も伝えた。
本番は翌日の火曜から土曜まで概ね以下の時間に放送された。
初日から4日目まで　12:20 - 12:43
最終日　12:15 - 12:43
東北6県の特例
東北地方の6県は東日本大震災の影響で本番組の時間帯は別番組差し替えのため、8月15日から19日までは震災ニュース、20日も『お天気バラエティー 気象転結』の再放送に充てられたため、放送時間や編成を変更して放送された。このため、東北6県ではプロローグの放送はされず、再放送は『おひさま』の総集編に差し替えられた。
- 8月20日 16:20 - 17:06 - 初回・第2回を連続で
- 8月21日 16:15 - 17:29 - 第3回から第5回までを連続で

### レギュラー版
2012年4月5日から、月曜日～金曜日の13:05 - 13:27に放送された。同年8月までは月曜日～木曜日の24:25 - 24:47（夏休み親子大会の回は24:48）に再放送枠が設定されていた。
司会は武内陶子（NHKアナウンサー）と山口智充の2人であったが、2人で同時に行うのではなく、5回ずつ交代して行われた。ただ、第75回まではオープニングのタイトルバックには、どちらが司会の場合であっても同じタイトルバックで2人の姿が映っていた。第76回からはタイトルバックが変更された。2013年12月19日の第311回から第315回までは、武内に代わり青井実が司会になった。
本放送は、最も放送優先度が高い災害報道、次に優先度の高い国会中継、その次に優先度の高い高校野球などのスポーツ中継となるため、臨時ニュースがあるときは3分遅れの13:08 - 13:30又は放送休止となっていた。なお、祝日は2012年のゴールデンウィークを除き、放送を休止していた。本放送の時間帯（13:05 - 13:55）で放送中の『スタジオパークからこんにちは』については、放送枠の縮小・司会陣の交代で対応しながら、当番組の後枠（13:27 - 14:00）で放送。海外向けテレビ番組配信のNHKワールド・プレミアムでは2012年9月までは火曜日～金曜日の24:25 - 24:47、同年10月からは月曜未明（日曜深夜）を除く1:20 - 1:42、2013年4月以降は月曜日～金曜日の16:00 - 16:22に放送していた（大相撲期間中および特別編成時は休止）。当番組は武内にとって、産休による『スタジオパークからこんにちは』からの降板（2009年12月）以来2年ぶりのレギュラー番組に当たるが、NHKのクイズ番組司会では2003年度にBSハイビジョンで放送されていた『インタラクTV クイズあの日その時』以来8年ぶりとなる。
2012年度はNHKオンデマンドにて、放送日より2週間「見逃し配信」が行われていたが、2013年度は廃止された。
2013年1月4日の放送は新春特番として、20時から43分番組として放送された。
2014年春改編により、当番組は同年3月27日（26日深夜）限りで終了した。同年4月3日からは、当番組の後枠（13:27 - 14:00）で放送の『スタジオパークからこんにちは』が13:05 - 13:50に再度拡大されると同時に、2年ぶりに13:05からの放送に戻された。

### 特別編成への対応
夏の高校野球期間中は、レギュラー版は休止（チャンピオンは次回のレギュラー版放送時まで休み）するが、その代わりとして、期間中の月曜日～木曜日に通常より45分早い12:20 - 12:43（NHKワールド・プレミアムも国内同時放送）に「夏休み親子スペシャル」と題した親子大会を開催した。
大規模な国政選挙期間中はこの時間帯に政見放送を実施する地域があるため、それらに配慮する形で番組を休止した。
- 2012年12月7日 - 14日は、一部地域で衆議院議員選挙小選挙区の政見放送を放送するため番組を休止[15]。政見放送をしない地域では代替として「プラネットアース」を放送した。
- 2013年7月8日 - 19日は、参議院選挙区選挙の政見放送実施のため休止。

## 日本版のルール

### 基本
- 1回の出場者は、各地で行われる予選会で勝ち抜いた4名の一般視聴者[16]（パイロット版では一般視聴者3名とクイズ・知識自慢の芸能人・文化人1名）。この4名でチャンピオンへの挑戦権を賭けた予選を行い、そこで勝利した1名が前日まで勝ち残っているチャンピオン[17]と雌雄を決する。
- 出場者紹介とチャンピオン紹介は、当初は敬称が無かったが2012年5月31日放送分より「さん」がつけられている。
- 予選、ファイナルステージ（パイロット版ではファイナルマッチ）それぞれで問題カテゴリが設定されており、そのカテゴリに関連した問題を出題。中には、音楽が途中まで演奏された後、その音楽に因んだ問題も多く出題されている[18]。
- 回答形式（アンサースタイル）は以下の通り（パイロット版では表の1/10の得点を適用）。予選前半の6問は手元のタッチパネル（番組たまご版ではボタン）で解答。それ以降は口頭で答える。

| スタイル   | 内容                 | 正解得点 |
| ---------- | -------------------- | -------- |
| デュオ     | 2者択一              | 10       |
| スクエア   | 4者択一              | 30       |
| ストレート | 選択肢無しの直接回答 | 50       |

### 流れ

#### 第75回まで
- 番組開始。司会者が出場者の前を通った後に一旦チャンピオンが呼ばれ簡単なやり取りをした後に司会者の「連続クイズ、」のコールに続いて出場者と共に「ホールド・オン!」とタイトルコール（「ホールド」のタイミングで右手を開いて突き出し、「オン!」のタイミングで右手を握って手前に引く）。山口はさらに「スタートで～す!」とコールする。武内は回により異なり、コールしない回や「スタート～!」、「始まりま～す!」等様々。
  - ちなみに本家TLMVPSPでのタイトルコールは、番組開始時に観客席にいる司会者が「Tout le monde veut prendre……」とコールして観客がチャンピオンズシートを指さし「sa place!」とコールする（フランス2のWebサイトで日本国内でも視聴可能）。
- タイトルバックに続いてテーマ発表、そのままステージデュオ。
- 武内のナレーションでルール説明。
- ステージスクエア

#### 第76回から
- 番組開始。司会者は予め中央部でスタンバイしており、別室のチャンピオンが呼ばれ簡単なやり取りをした後にチャンピオンが「連続クイズ、ホールド・オン!」とタイトルコール（ジェスチャーは第75回までと同じ）。
- タイトルバックに続いてテーマ発表、そのままステージデュオとステージスクエアを立て続けに行う。
- 武内のナレーションでルール説明。

#### 共通
- パーソナルステージ
- チャンピオンセレクトステージ
- ファイナルステージ
- チャンピオンポイントの発表
- エンディング。次回から司会が交代する回ではここでその旨がチャンピオンに告げられる（呼称は、山口→武内の場合は「武内アナ」、武内→山口の場合は「ぐっさん」）。ここで出場者募集のお知らせが放送される。レギュラー放送当初はチャンピオンポイント発表後に告知していたが、2012年5月第2週からは放送終了後に告知されている。こちらもナレーションは武内。

### 予選
- ステージデュオ・ステージスクエア - まず、全員に対して出題される全員解答問題を6問（デュオ4問、スクエア2問）出題。解答はすべてタッチパネルで行う。パイロット版では、デュオ・スクエアともに2問ずつ出題された[19]。
  - 正解の場合は正解者のディスプレイの背景色が緑からピンクに変化する。全員不正解の場合は「ギャン～……」という効果音が鳴る。
- パーソナルステージ - ステージスクエア終了後、選択可能問題を出題、左端に立っている出場者から1人1問ずつ解答。出場者は、問題を聴いてからアンサースタイルを指定して口頭で解答する（以下も同様）。なお、アンサースタイルを指定せずに解答した場合はストレートで解答したものとして扱われる。
  - それぞれの解答者に出題する前に、解答者の簡単な紹介と司会者とのやり取りがある。
  - 正解の場合はセット背後の照明の色が変化する。不正解の場合は「ギャン～……」と鳴る（以下も同様）。
- チャンピオンセレクトステージ - チャンピオンシートに座ったチャンピオンが、司会者後方の壁が開いてからシートごと登場。チャンピオンが立ち上がって司会の横へ移動し（番組たまご版では別室で待機していたチャンピオンが登場、チャンピオンシートに座った後）、チャンピオン指定問題に移る。こちらも（現時点でポイントが低い順に、同点の場合は司会者から見て左側から）1人1問ずつ解答するルールだが、チャンピオンが自分に手渡された4問の中から、出題する問題を指定することができる。アンサースタイルはいずれもストレートで固定、正解なら50点獲得、不正解なら50点減点となる。ただし得点が40点以下で不正解となった場合は0点に戻る。
  - アンサースタイルがストレート固定のため、最悪「分かりません……」と言い不正解となるケースも目立つ[20]。
  - 当初は最初の3人が全員不正解の場合、残った1人の勝利が確定するため（それまでの1位が同点でない場合）4問目は出題されなかったが、後にこの場面になったときも出題されるようになった。
- チャンピオンセレクトステージ終了時点で点数が最も多かった1名がファイナルステージに進み、チャンピオンとの直接対決に挑む。なおトップが同点で複数いた場合は、チャンピオンが挑戦者を指名する。
- 予選全体の満点は200点（ステージデュオ全問正解40点+ステージスクエア全問正解60点+パーソナルステージをストレートで正解50点+チャンピオンセレクトで正解50点）である。

### ファイナルステージ
- パイロット版ではファイナルマッチと表記されていた。開始に先立って、チャンピオンが4つの問題カテゴリの中から、挑戦者・チャンピオンそれぞれが答える問題カテゴリを選択。
- 挑戦者先攻で、5問を連続で出題。1問ごとに、アンサースタイルを指定してから答える（アンサースタイルを指定せずに答えた場合はストレート扱い）。アンサースタイルと得点の対応は前述の通りで、満点は250点（全問ストレートで正解した場合）。後攻のチャンピオンは1問ずつ答え合わせ及び得点確認がされるのに対し、先攻の挑戦者はチャンピオンの全問題解答終了後に5問まとめて答え合わせ及び得点確認を行う[21]。
- 挑戦者の得点がチャンピオンの得点を超えていれば新チャンピオン誕生、逆に同点以下の場合はチャンピオン防衛となる。
- 勝者には、敗者が獲得した得点が「チャンピオンポイント」として与えられる。これはチャンピオン陥落まで累積され、一定の点数に達する度に賞品が贈られる[22][23]。
- 現在獲得しているチャンピオンポイントは、エンディングで発表される。なお、金色の環が100点、赤色の環が10点であるが、金色の環は500点を超えると現れる。
- チャンピオンポイントが1000点を超えると写真が額縁入りで飾られ、チャンピオンジャケットを着ることができる[24]。

### 夏休み親子スペシャル
- 司会は、山口と武内の2人が担当。また、ステージデュオの問題読みは武内が担当。
- 初回は、出場者を決める予選でトップの成績だった親子[25]を、予選ステージを経ることなく暫定チャンピオンとした。
- 解答者が親子ペアである点と下記の点以外は、通常ルールと同じ。ステージデュオを除き、親子での相談が可能。
  - ステージデュオは1問減の3問。また、その間は親は解答不可。
  - パーソナルステージ・ファイナルステージでの問題に対するアンサースタイルの選択権は子供が持つ。
  - チャンピオンポイントはなく、1組勝ち抜くたびに金メダル1枚が進呈される。

### 2013新春スペシャル
歴代チャンピオンの中から、勝ち抜き回数の多かった上位8人を、朝型の「チーム朝」、夜型の「チーム夜」に分け、各チャンピオンに「チーム朝」には連続テレビ小説「純と愛」の、「チーム夜」には大河ドラマ「八重の桜」の出演陣がそれぞれパートナーとしてペアを組み、チーム毎に挑戦していく。
- ステージデュオは1問減の3問。問題読みは武内アナ。
- ステージスクエアは、俳優とチャンピオンに各1問づつ。
- パーソナルステージは全部音楽問題。
- 最後の問題は俳優が問題を選んで読み、チャンピオンが答える。
- 朝及び夜の各チームのトップペアがファイナルステージに挑戦。ファイナルステージでの順番選択権は点数の高い方が持つ。但し、通常と異なり先攻・後攻を選択すると同時に挑戦する問題ジャンルも決定する。正解発表等は、先攻チームはレギュラー放送での挑戦者、後攻チームはチャンピオンと同様扱い。勝者ペアには番組特製トロフィーがそれぞれに贈られる。

出場者
- 歴代チャンピオン：第2代、第12代、第15代、第23代、第24代、第26代、第28代、第30代
- 「純と愛」出演陣：夏菜、風間俊介、吉田羊、矢島健一
- 「八重の桜」出演陣：長谷川京子、小泉孝太郎、草笛光子、佐藤B作

### チャンピオン大会
ラスト3回は6勝以上したチャンピオンが集まったチャンピオン大会を実施した
- ステージデュオとステージスクエアはそれぞれ1問増。ステージスクエアからチャンピオンセレクトステージまでの問題読みは武内アナ。
- チャンピオンポイントはなし

## 記録
- 最多勝利（引き分けを含む[26]）：12勝（第58代）
- 累計で最も多かったチャンピオンポイント：1400点（第122代）
- 累計で最も少なかったチャンピオンポイント：0点（第11代）（ファイナルステージでチャンピオンが全問不正解で、チャンピオンポイントを獲得できずに翌日の放送で陥落したため）

参考記録
- 2012年の夏休み親子スペシャルでは初日に暫定チャンピオンとして登場し、その後の対戦によって正式にチャンピオンとなったこの親子が、翌年の夏休み親子スペシャルにまたがり11日間連続勝利した。
- 2013年の新春スペシャルでは「チーム朝」の第28代チャンピオンと矢島健一のペアが勝利した。
- 2014年3月時点で、チャンピオンになった人は122人。
- 総出場者数は1379人[27]

## 主なBGM
オープニング、エンディングテーマ
- 島秀行 - ホールドオンのテーマ

出場者の紹介
- Daft Punk - One More Time

## クレジット・スタッフ
- 毎回表示
  - オリジナルフォーマット：「Tout le monde veut prendre sa place」（エフェルヴェッセンス社）
  - 原案：ジャン＝ミシェル・サロモン、ロマン・クジ
  - ナレーション：田島裕也（レギュラー版・ステージデュオの出題を担当）
  - 問題作成：家生和美、大平裕之、セブンワンダーズ、望月潤一郎など（問題のジャンルにより異なる）
  - 制作：NHKエンタープライズ
- 各司会の担当最終日（5回ごと）に表示
  - 構成：白川幸洋
  - リサーチャー：猪目匡美、長野容子、高村敬一、工藤浩紀
  - 美術：中川泰宜
  - 技術：奥村文英、高橋明
  - 撮影：海江田博幸、渡邊智由、小泉俊裕
  - 照明：本橋幸一郎、板山大介、白井弘樹
  - 音声：渡部浩行、関口美幸
  - 音響効果：土門典彰
  - フォーマットコーディネーター：藤岡久子
  - 演出：杉谷敦、福島衛、玉置浩一、足立博幸
  - 制作統括：林信男、太田純寛
  - 制作協力：アズクリエイション、メディアスパイス